# Jamahiriya News Agency
Jamahiriya News Agency (en abrégé JANA) était une agence de presse libyenne, agence officielle du régime de la Jamahiriya arabe libyenne. Appartenant à l'État, elle tirait son nom d'un néologisme forgé par le colonel Kadhafi, « Guide de la Révolution » depuis 1969 : « Jamahiriya », soit « État des masses », désigne la forme de gouvernement en vigueur en Libye de 1977 à 2011.
L'« agence de presse libyenne » est fondée en 1964, par un décret du gouvernement de la monarchie libyenne, avant de prendre le nom d'« agence de presse de la révolution arabe » en 1973, puis d' « agence de presse de la Jamahiriya » en 1977, nom qu'elle a conservé jusqu'en 2011. L'agence était la seule habilitée à fournir des informations en Libye; ses dépêches (en trois langues : arabe, anglais et français) servaient de base à la presse écrite, aux chaînes de télévision et aux stations de radio. L'accent était mis sur les activités quotidiennes du « Guide » ainsi que sur les informations nationales et internationales.
Jamahiriya News Agency avait signé des accords de coopération avec de nombreuses agences de presse arabes ou africaines, et disposait de bureaux dans plusieurs grandes villes du monde (Londres, Paris, Rome, La Valette, Tunis, Le Caire, Rabat et Damas). Son siège se situait à Tripoli, mais elle disposait d'un réseau de correspondants locaux dans les principales villes du pays.
Le 22 août 2011, les forces du Conseil national de transition prennent Tripoli et s'emparent des locaux de la télévision et de la radio d'État, qui cessent d'émettre,.